# 诺基亚3310
诺基亚3310是一款由Nokia於2000年10月31日推出的GSM900/1800雙頻行動電話，由Nokia哥本哈根分部開發，當時在臺灣上市Nokia官方建議價為8000元新臺幣，用于代替原有的Nokia 3210。其销量达到1.26亿部。诺基亚3310為一款经典Nokia手提電話，至今仍然受到好评。其坚固且耐用的机身也成为了网络文化的一部份。
2017年2月26日，Nokia於巴塞隆納世界移动通信大会發布了新一代的Nokia 3310。

## 設計
Nokia 3310是一款簡單、沉重、堅固的手機。此手機的外形近似圓角矩形，而其大小則剛好能放在手掌心上。此手機擁有一個解析度為84×48像素的單色螢幕，鍵盤為字母數字鍵盤，其設計正好能讓使用者以拇指按按鈕。在此手機的字母數字鍵盤上，藍色按鈕是用來選擇選項，「C」按鈕用作「返回鍵」或「撤銷鍵」，而上下按鈕則是用於切換選項。此手機的開關按鈕的顏色為黑色，位於手機頭頂部。此手機分為兩個版本：133公克版本和115公克版本。115公克版本的功能較少（如133公克版本擁有一個開機畫面，但115公克版本則沒有）。

## 功能
對當時的用户來說，Nokia 3310提供了许多比较罕见的功能。這些功能包括计算器、秒表、备忘录等。同时，Nokia 3310亦支援短信聊天室以及语音拨号。此手機允許用家在發SMS短信時最多輸入459個字，比其他標準的SMS短信系統多達3倍，因而大獲好評。此手機的SMS短信系統更支持線程短信和短信聊天，亦允許用家快速撥號。此外，诺基亚3310还附設了四款游戏，即《配对猜图》（Pairs II）、《星際大戰》（又譯「空間大戰」）（Space Impact）、《捡金豆》（Bantumi）、以及在當時非常流行的《贪食蛇2》（Snake II）。
在《贪食蛇2》中，玩家需要利用字母數字鍵盤控制蛇不要碰到牆壁或蛇本身。若玩家讓蛇觸碰牆壁或蛇本身，則遊戲就會結束。贪食蛇系列遊戲在1990年代尾已流行於诺基亚手機用户之間。

## 客製化
Nokia 3310允許用户对其客制化。此手機的手機蓋是可更換的，而在當時市面上更有逾千款Nokia 3310手機蓋。此手機亦附設了35款鈴聲，並允許用户增加最多7款鈴聲。這些用户增加的鈴聲能通過下載或透過用户自己創作獲得。此手機提供多種模式讓用家自定義，如靜音模式會禁止手機鈴聲響起。

## 新版Nokia 3310與舊版間之差別
舊版Nokia 3310因其獨特的螢幕而成為業餘愛好者的收藏品之一。而新版Nokia 3310的螢幕則是液晶螢幕。儘管新版Nokia 3310擁有液晶螢幕，但螢幕的解析度仍然是84×48像素。此手機的控制器則是使用序列周邊介面的飛利浦PCD8544控制器，因此較舊版易控制。

## 流行文化
由於Nokia 3310以坚固耐用聞名，故獲得不少用户支持。因此，Nokia 3310的坚固性質也開始流傳，並因此爆红。不少人都稱诺基亚3310為「神機」，一些人亦將Nokia 3310描述為一部不能被摧毀、破壞力極強、極度堅固的手機，甚至連以無理挑剔出名的負評網也只能低頭。日前有人曾將滾燙鎳球放到Nokia 3310的螢幕上，手機瞬間起火燃燒而熔化，最後手機被鎳球燒得焦黑，但是仍然沒有燒穿。影片引發討論，有人開玩笑地表示「這不是3310，真正的3310不會這樣」，也有人覺得沒有燒穿就已經很「神」了。

## 相片

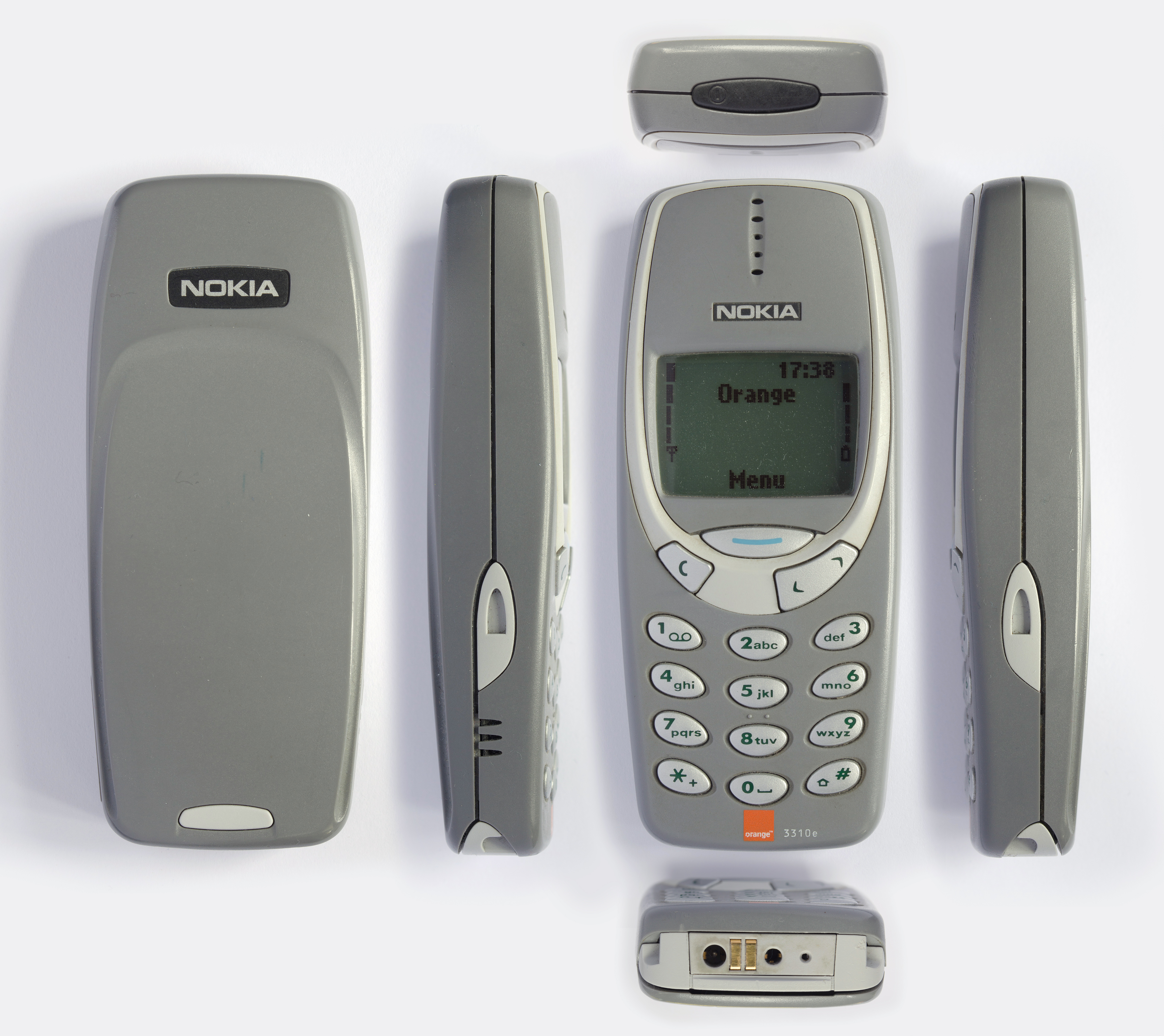
3310
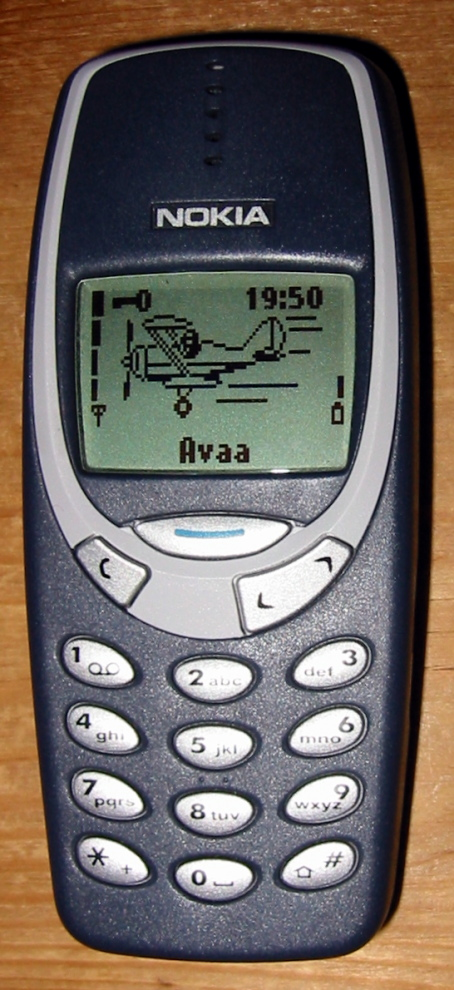
桌子上的诺基亚3310
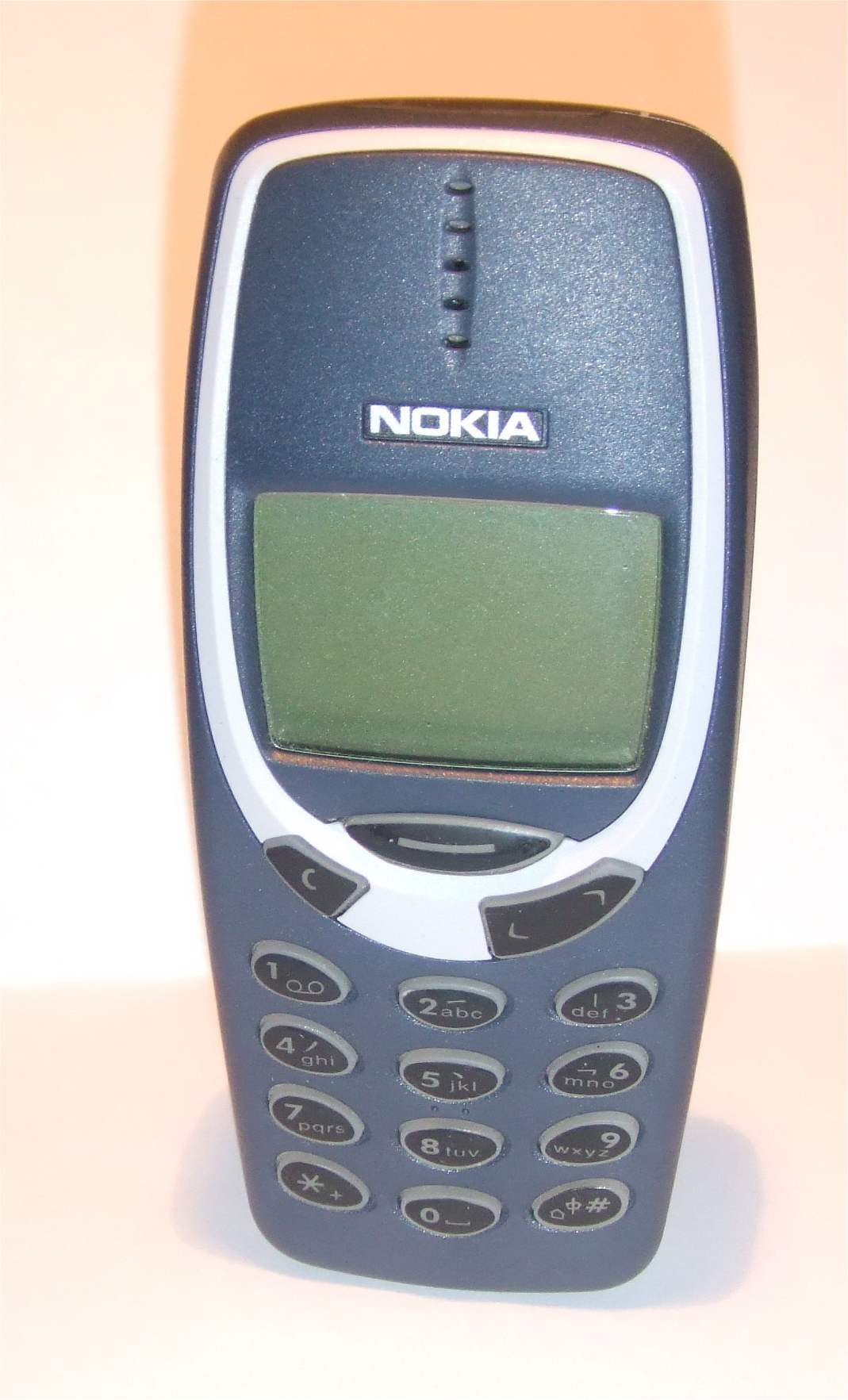
诺基亚3310（軟膠按鈕）
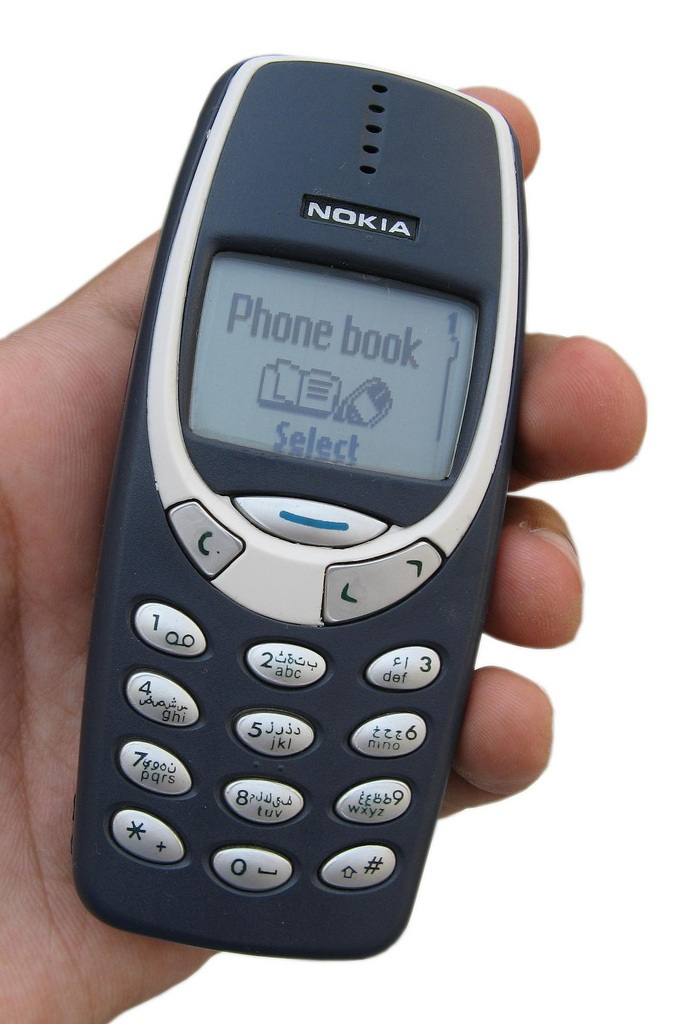
手中的诺基亚3310
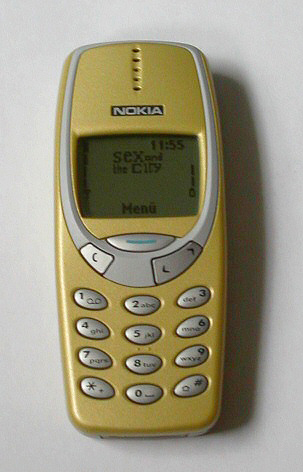
金色的诺基亚3310